# رفقة السلاح والقمر (رواية)
رفقة السلاح والقمر هي رواية للكاتب المغربي مبارك ربيع، الصادرة سنة 1976، تتناول تجربة إنسانية مرتبطة بمرحلة الحروب العربية في السبعينيات، خاصة حرب أكتوبر، لكن من منظور يركز على الإنسان أكثر من الحدث العسكري نفسه. تسرد الرواية حكايات شخصيات تتوزع بين مدن عربية ومغربية، وهي تواجه أسئلة الانتماء والبحث عن معنى في خضم الصراع. حصلت رواية «رفقة السلاح والقمر» على الجائزة الأولى للمجمع اللغوي بالقاهرة، وهي جائزة تُمنح لأفضل عمل أدبي عربي.

## ملخص
عمل روائي يتناول تجربة إنسانية مرتبطة بمرحلة الحروب العربية في السبعينيات، خاصة حرب أكتوبر، لكن من منظور يركز على الإنسان أكثر من الحدث العسكري نفسه. تنطلق الرواية وتنهي رحلتها بمشاهد عرض التجريدة في الرباط بعد عودتها، حيث تحمل بين طياتها قوة سورية ذات رمزية خاصة. ترافق هذه المشاهد مناجاة السرجان الحاج الركراكي، الذي خاض معارك الهند الصينية وفقد ابنه في ميدان الجولان السوري. في مستهل الرواية، يقدم الكاتب كل شخصية بتفصيل، إلا أن الشخصيات السورية تبقى غامضة ومجسدة بصورة مهيبة. تغلف الرواية مشاعر الحماسة القومية، التي تتجسد بشكل خاص في شخصية سامية التي تتابع دراستها في بيروت، إضافة إلى الروح الإسلامية. وفقاً للرواية، يُنظر إلى عناصر التجريدة كحُماة، وتعتبر مشاركتهم في حرب 1973 جهاداً دينياً مع أهلهم وأقاربهم.

## الشخصيات
في رواية «رفقة السلاح والقمر» لمبارك ربيع، تظهر شخصيات تمثل فئات مختلفة من المشاركين في الصراع العربي، لكنها ليست مركزة على أبطال فرديين بارزين، بل على مجموعة من الأشخاص الذين يعكسون تجارب مشتركة. من أبرز الشخصيات:
- أبو محمد: فدائي فقد يده اليمنى في القتال ويستخدم يده اليسرى، يمثل الصمود والمقاومة.
- سامية: فتاة تمثل روح النضال والارتباط بالقضية الفلسطينية.
- نور: شخصية أنثوية مرتبطة بالعاطفة والأمل وسط ظروف الحرب.
- السرجان الركراكي: جندي مغربي ذو خبرة قتالية يمثل الذاكرة العسكرية العربية.
- حاج ربيع: شخصية أبوية تمثل نقل الإرث والنضال من جيل إلى آخر.
- الجنود المغاربة في الجبهة السورية: يعكسون المشاركة الجماعية والتضامن العربي في الحرب.

تُستخدم هذه الشخصيات لتمثيل مختلف جوانب التجربة العربية في فترة الحرب، مع تركيز على الجانب الجماعي والرمزي أكثر من التفاصيل الفردية.